# Taça Ribeiro dos Reis
A Taça Ribeiro dos Reis foi uma competição organizada pela Federação Portuguesa de Futebol criada na época 1961–62 e que teve a sua última edição na época 1970–71. O seu nome constitui uma homenagem a António Ribeiro dos Reis, um antigo jogador português de futebol, treinador, jornalista, diretor da Federação Portuguesa de Futebol e o primeiro português a ser nomeado para o Comité de Arbitragem da FIFA. Disputavam esta prova os clubes da primeira e segunda divisões.
Foi uma prova precursora da atual Taça da Liga, com um formato semelhante e as divisões de clubes participantes idênticas. 
Os clubes que mais vezes venceram esta competição foram o Vitória de Setúbal e o Benfica, ambos com 3 troféus conquistados.

## História
A Taça Ribeiro dos Reis foi criada na época de 1961–62. Disputada pelos clubes da primeira e segunda divisões nacionais após o término dos Campeonatos, teve como vencedor da edição inaugural o Seixal Futebol Clube.
Nas 10 edições disputadas a prova teve 6 clubes vencedores. Os clubes que mais vezes venceram a Taça Ribeiro dos Reis foram o Vitória de Setúbal e o SL Benfica, ambos com 3 troféus conquistados.
Na época 1970–71 foi disputada a última edição da Taça Ribeiro dos Reis. O último vencedor da prova foi o SL Benfica.

## Formato
As equipas eram divididas em 4 grupos tendo em conta a proximidade geográfica. As equipas jogavam umas contra as outras uma vez em jogos de grupo. Os vencedores dos grupos avançavam para uma meia-final disputada a uma mão (uma para as equipas do sul e outra para as do norte). Os vencedores das meias-finais avançavam para a final e os clubes eliminados disputavam o play-off para apuramento do terceiro lugar. Nas duas últimas edições havia 7 grupos e uma fase dos quartos-de-final com uma equipa a ser automaticamente apurada para a fase seguinte.

## Vencedores
| Época   | Clube                | Capitão          | Treinador          |
| ------- | -------------------- | ---------------- | ------------------ |
| 1961–62 | Seixal               | Ángel Díaz Oñoro | Ángel Díaz Oñoro   |
| 1962–63 | Vitória de Setúbal   | Carlos Torpes    | Filpo Nuñez        |
| 1963–64 | Benfica              | José Águas       | Lajos Czeizler     |
| 1964–65 | Beira-Mar            | Evaristo         | Artur Quaresma     |
| 1965–66 | Benfica 2            | Mário Coluna     | Béla Guttmann      |
| 1966–67 | SC Espinho           | Alcobia          | Artur Quaresma     |
| 1967–68 | Barreirense          | Bandeira         | Manuel de Oliveira |
| 1968–69 | Vitória de Setúbal 2 | José Maria       | Fernando Vaz       |
| 1969–70 | Vitória de Setúbal 3 | José Maria       | José Maria Pedroto |
| 1970–71 | Benfica 3            | António Simões   | Jimmy Hagan        |

## Edições
| Época   | Finais             | Finais | Finais             | Jogos de atribuição do 3º Lugar | Jogos de atribuição do 3º Lugar | Jogos de atribuição do 3º Lugar |
| Época   | Vencedor           | Res.   | Finalista          | 3º Lugar                        | Res.                            | 4º Lugar                        |
| ------- | ------------------ | ------ | ------------------ | ------------------------------- | ------------------------------- | ------------------------------- |
| 1961–62 | Seixal             | 4 – 2  | Vila Real          | Barreirense                     | 2 – 1                           | Marinhense                      |
| 1962–63 | Vitória de Setúbal | 2 – 1  | Torreense          | Benfica                         | 3 – 1                           | Varzim                          |
| 1963–64 | Benfica            | 2 – 1  | Leixões            | SC Covilhã                      | 2 – 1                           | Olhanense                       |
| 1964–65 | Beira-Mar          | 3 – 1  | Alhandra           | FC Porto                        | 4 – 2                           | Portimonense                    |
| 1965–66 | Benfica            | 9 – 2  | Penafiel           | Marinhense                      | 2 – 1                           | Olhanense                       |
| 1966–67 | SC Espinho         | 1 – 0  | Vitória de Setúbal | Salgueiros                      | 3 – 1                           | Almada                          |
| 1967–68 | Barreirense        | 2 – 0  | Leixões            | Sintrense                       | 3 – 2                           | Beira-Mar                       |
| 1968–69 | Vitória de Setúbal | 1 – 0  | Peniche            | Benfica                         | 2 – 1                           | Salgueiros                      |
| 1969–70 | Vitória de Setúbal | 2 – 1  | Académica          | Salgueiros                      | 2 – 1                           | Famalicão                       |
| 1970–71 | Benfica            | 3 – 1  | SC Braga           | Barreirense                     | 1 – 0                           | Académica                       |

## Palmarés
| Nº  | Clube              | Títulos | Finalista | 3º Lugar | Épocas                    |
| --- | ------------------ | ------- | --------- | -------- | ------------------------- |
| 1º  | Vitória de Setúbal | 3       | 1         | –        | 1962–63, 1968–69, 1969–70 |
| 2º  | Benfica            | 3       | –         | 2        | 1963–64, 1965–66, 1970–71 |
| 3º  | Barreirense        | 1       | –         | 2        | 1967–68                   |
| 4º  | Seixal             | 1       | –         | –        | 1961–62                   |
| -   | Beira-Mar          | 1       | –         | –        | 1964–65                   |
| -   | SC Espinho         | 1       | –         | –        | 1966–67                   |
| 7º  | Leixões            | –       | 2         | –        | –                         |
| 8º  | Vila Real          | –       | 1         | –        | –                         |
| -   | Torreense          | –       | 1         | –        | –                         |
| -   | Alhandra           | –       | 1         | –        | –                         |
| -   | Penafiel           | –       | 1         | –        | –                         |
| -   | Peniche            | –       | 1         | –        | –                         |
| -   | Académica          | –       | 1         | –        | –                         |
| -   | SC Braga           | –       | 1         | –        | –                         |
| 15º | Salgueiros         | –       | –         | 2        | –                         |
| 16º | SC Covilhã         | –       | –         | 1        | –                         |
| -   | FC Porto           | –       | –         | 1        | –                         |
| -   | Marinhense         | –       | –         | 1        | –                         |
| -   | Sintrense          | –       | –         | 1        | –                         |

## Quadro de Honra

### Vitórias Consecutivas
| Nº | Clube              | Bis |
| -- | ------------------ | --- |
| 1º | Vitória de Setúbal | 1   |

### Treinadores
| Treinador          | Títulos | Clubes                |
| ------------------ | ------- | --------------------- |
| Artur Quaresma     | 2       | Beira-Mar, SC Espinho |
| Ángel Díaz Oñoro   | 1       | Seixal                |
| Filpo Nuñez        | 1       | Vitória de Setúbal    |
| Lajos Czeizler     | 1       | Benfica               |
| Béla Guttmann      | 1       | Benfica               |
| Manuel de Oliveira | 1       | Barreirense           |
| Fernando Vaz       | 1       | Vitória de Setúbal    |
| José Maria Pedroto | 1       | Vitória de Setúbal    |
| Jimmy Hagan        | 1       | Benfica               |

### Associações de Futebol
| Nº | Associação | Títulos | Clubes                                              |
| -- | ---------- | ------- | --------------------------------------------------- |
| 1º | AF Setúbal | 5       | Vitória de Setúbal (3), Seixal (1), Barreirense (1) |
| 2º | AF Lisboa  | 3       | Benfica (3)                                         |
| 3º | AF Aveiro  | 2       | Beira-Mar (1), SC Espinho (1)                       |

## Recordes
- Com 3 troféus cada, Vitória de Setúbal e Benfica são os clubes mais vitoriosos da prova.
- Com 2 troféus consecutivos nas épocas 1968–69 e 1969–70, o Vitória de Setúbal é o único clube com vitórias consecutivas na prova.
- Com 4 finais disputadas, o Vitória de Setúbal é o clube com mais finais na prova.
- Com 2 troféus conquistados ao serviço do Beira-Mar e do SC Espinho, Artur Quaresma lidera o palmarés de treinadores da prova.
- Com 5 troféus conquistados por clubes seus filiados, a Associação de Futebol de Setúbal lidera o palmarés das Associações de Futebol nesta prova.

## Histórico de clubes participantes
|    | Equipa                   | Cidade                     | Épocas | Participação | Venceu | Finalista | 3º Lugar | 4º Lugar |
| -- | ------------------------ | -------------------------- | ------ | ------------ | ------ | --------- | -------- | -------- |
| 1  | Vitória de Setúbal       | Setúbal                    | 7      | 1963–1971    | 3      | 1         | 0        | 0        |
| 2  | Benfica                  | Lisboa                     | 9      | 1963–1971    | 3      | 0         | 2        | 0        |
| 3  | Barreirense              | Barreiro                   | 10     | 1962–1971    | 1      | 0         | 2        | 0        |
| 4  | Beira-Mar                | Aveiro                     | 8      | 1963–1971    | 1      | 0         | 0        | 1        |
| 5  | SC Espinho               | Espinho                    | 10     | 1962–1971    | 1      | 0         | 0        | 0        |
| 6  | Seixal                   | Seixal                     | 7      | 1962–1971    | 1      | 0         | 0        | 0        |
| 7  | Leixões                  | Matosinhos                 | 8      | 1964–1971    | 0      | 2         | 0        | 0        |
| 8  | Académica de Coimbra     | Coimbra                    | 3      | 1964–1971    | 0      | 1         | 0        | 1        |
| 9  | Peniche                  | Peniche                    | 10     | 1962–1971    | 0      | 1         | 0        | 0        |
| 10 | Torreense                | Torres Vedras              | 9      | 1963–1971    | 0      | 1         | 0        | 0        |
| 11 | SC Braga                 | Braga                      | 8      | 1963–1971    | 0      | 1         | 0        | 0        |
| 12 | Alhandra                 | Vila Franca de Xira        | 7      | 1962–1969    | 0      | 1         | 0        | 0        |
| 13 | Penafiel                 | Penafiel                   | 6      | 1966–1971    | 0      | 1         | 0        | 0        |
| 14 | Vila Real                | Vila Real                  | 2      | 1962–1965    | 0      | 1         | 0        | 0        |
| 15 | Salgueiros               | Porto                      | 8      | 1962–1971    | 0      | 0         | 2        | 1        |
| 16 | Marinhense               | Marinha Grande             | 6      | 1962–1971    | 0      | 0         | 1        | 1        |
| 17 | SC Covilhã               | Covilhã                    | 8      | 1962–1969    | 0      | 0         | 1        | 0        |
| 18 | Sintrense                | Sintra                     | 7      | 1965–1971    | 0      | 0         | 1        | 0        |
| 19 | FC Porto                 | Porto                      | 3      | 1965–1970    | 0      | 0         | 1        | 0        |
| 20 | Portimonense             | Portimão                   | 9      | 1963–1971    | 0      | 0         | 0        | 1        |
| 21 | Olhanense                | Olhão                      | 7      | 1962–1971    | 0      | 0         | 0        | 1        |
| 22 | Famalicão                | Vila Nova de Famalicão     | 6      | 1964–1971    | 0      | 0         | 0        | 1        |
| 22 | Varzim                   | Póvoa de Varzim            | 6      | 1963–1971    | 0      | 0         | 0        | 1        |
| 24 | Almada                   | Almada                     | 5      | 1965–1969    | 0      | 0         | 0        | 1        |
| 25 | Atlético CP              | Lisboa                     | 9      | 1962–1971    | 0      | 0         | 0        | 0        |
| 25 | Luso de Beja             | Beja                       | 9      | 1963–1971    | 0      | 0         | 0        | 0        |
| 25 | Oriental                 | Lisboa                     | 9      | 1962–1971    | 0      | 0         | 0        | 0        |
| 25 | Sanjoanense              | São João da Madeira        | 9      | 1962–1971    | 0      | 0         | 0        | 0        |
| 29 | Leça                     | Matosinhos                 | 8      | 1963–1970    | 0      | 0         | 0        | 0        |
| 29 | Montijo                  | Montijo                    | 8      | 1962–1971    | 0      | 0         | 0        | 0        |
| 31 | Cova da Piedade          | Cova da Piedade            | 7      | 1962–1968    | 0      | 0         | 0        | 0        |
| 31 | Belenenses               | Lisboa                     | 7      | 1963–1971    | 0      | 0         | 0        | 0        |
| 31 | Boavista                 | Porto                      | 7      | 1962–1971    | 0      | 0         | 0        | 0        |
| 31 | CUF Barreiro             | Barreiro                   | 7      | 1965–1971    | 0      | 0         | 0        | 0        |
| 31 | União de Lamas           | Santa Maria de Lamas       | 7      | 1965–1971    | 0      | 0         | 0        | 0        |
| 36 | Oliveirense              | Oliveira de Azeméis        | 6      | 1962–1967    | 0      | 0         | 0        | 0        |
| 36 | Lusitano de Évora        | Évora                      | 6      | 1963–1970    | 0      | 0         | 0        | 0        |
| 36 | Vitória de Guimarães     | Guimarães                  | 6      | 1966–1971    | 0      | 0         | 0        | 0        |
| 39 | Académico de Viseu       | Viseu                      | 5      | 1963–1970    | 0      | 0         | 0        | 0        |
| 39 | Farense                  | Faro                       | 5      | 1962–1970    | 0      | 0         | 0        | 0        |
| 39 | Torres Novas             | Torres Novas               | 5      | 1967–1971    | 0      | 0         | 0        | 0        |
| 42 | Feirense                 | Santa Maria da Feira       | 4      | 1963–1966    | 0      | 0         | 0        | 0        |
| 42 | "Os Leões"               | Angra do Heroísmo          | 4      | 1964–1969    | 0      | 0         | 0        | 0        |
| 42 | Sporting CP              | Lisboa                     | 4      | 1963–1969    | 0      | 0         | 0        | 0        |
| 42 | Gouveia                  | Gouveia                    | 4      | 1968–1971    | 0      | 0         | 0        | 0        |
| 42 | Sesimbra                 | Sesimbra                   | 4      | 1968–1971    | 0      | 0         | 0        | 0        |
| 42 | Tirsense                 | Santo Tirso                | 4      | 1967–1971    | 0      | 0         | 0        | 0        |
| 42 | Tramagal                 | Tramagal                   | 4      | 1968–1971    | 0      | 0         | 0        | 0        |
| 42 | União de Tomar           | Tomar                      | 4      | 1966–1971    | 0      | 0         | 0        | 0        |
| 50 | Lusitano VRSA            | Vila Real de Santo António | 3      | 1962–1964    | 0      | 0         | 0        | 0        |
| 50 | Vianense                 | Viana do Castelo           | 3      | 1962–1964    | 0      | 0         | 0        | 0        |
| 50 | CD Beja                  | Beja                       | 3      | 1964–1966    | 0      | 0         | 0        | 0        |
| 50 | Vizela                   | Vizela                     | 3      | 1968–1971    | 0      | 0         | 0        | 0        |
| 54 | Benfica e Castelo Branco | Castelo Branco             | 2      | 1962–1963    | 0      | 0         | 0        | 0        |
| 54 | Sacavenense              | Sacavém                    | 2      | 1963–1964    | 0      | 0         | 0        | 0        |
| 54 | Ovarense                 | Ovar                       | 2      | 1966–1967    | 0      | 0         | 0        | 0        |
| 57 | Campomaiorense           | Campo Maior                | 1      | 1962–1962    | 0      | 0         | 0        | 0        |
| 57 | Portalegrense            | Portalegre                 | 1      | 1963–1963    | 0      | 0         | 0        | 0        |
| 57 | Silves                   | Silves                     | 1      | 1963–1963    | 0      | 0         | 0        | 0        |
| 57 | Lusitano de Vildemoinhos | Viseu                      | 1      | 1964–1964    | 0      | 0         | 0        | 0        |
| 57 | Casa Pia                 | Lisboa                     | 1      | 1966–1966    | 0      | 0         | 0        | 0        |
| 57 | União da Madeira         | Funchal                    | 1      | 1968–1968    | 0      | 0         | 0        | 0        |
| 57 | Marítimo                 | Funchal                    | 1      | 1969–1969    | 0      | 0         | 0        | 0        |
| 57 | Valecambrense            | Vale de Cambra             | 1      | 1969–1969    | 0      | 0         | 0        | 0        |
| 57 | União de Santarém        | Santarém                   | 1      | 1970–1970    | 0      | 0         | 0        | 0        |
| 57 | Nacional da Madeira      | Funchal                    | 1      | 1970–1970    | 0      | 0         | 0        | 0        |
| 57 | Riopele                  | Vila Nova de Famalicão     | 1      | 1971–1971    | 0      | 0         | 0        | 0        |
| 57 | União de Coimbra         | Coimbra                    | 1      | 1971–1971    | 0      | 0         | 0        | 0        |
| 57 | União de Leiria          | Leiria                     | 1      | 1971–1971    | 0      | 0         | 0        | 0        |